# Echelidai

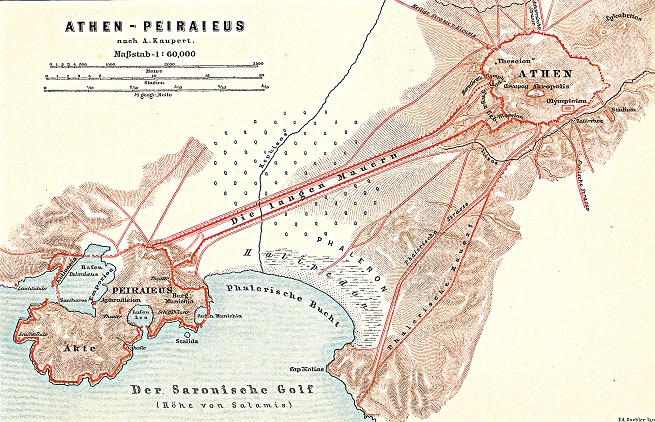
Mündungsgebiet des Kephisos zwischen den langen Mauern im Westen und den phalerischen Mauern im Osten

Echelidai (altgriechisch Ἐχελίδαι) war ein antiker griechischer Ort in Attika. Er lag nahe der langen Mauern im Mündungsgebiet des Kephisos auf dem Gebiet des Demos Xypete. Nach Stephanos von Byzanz war Echelidai ein Demos.
Echelidai wurde nach dem sumpfigen Boden (ἕλος, Sumpf) oder nach dem mythischen Heros Echelos (Ἔχελος) benannt. Walther Judeich vermutete, dass sich das Hippodrom Athens hier befunden habe.